# Aristobia umbrosa
Aristobia umbrosa är en skalbaggsart som först beskrevs av Thomson 1865.  Aristobia umbrosa ingår i släktet Aristobia och familjen långhorningar. Inga underarter finns listade.